# Aizhai-Brücke
Die Aizhai-Brücke (chinesisch 矮寨大桥) führt die Autobahn Baotou–Maoming (G 65) bei dem Ort Aizhai im Gebiet der Stadt Jishou in der chinesischen Provinz Hunan in einer Höhe von 336 m über die Schlucht des DeHang. Sie gehört damit zu den höchsten Brücken der Welt.
Die Autobahn mündet an beiden Enden der Brücke in kurzen Tunneln mit kleinen Vorplätzen. Einer der Pylone steht unmittelbar vor dem einen Tunneleingang, der andere steht auf der Felskuppe über dem anderen Tunnel. Die Spannweite zwischen den Pylonen von 1176 m ist daher wesentlich größer als die Länge des Fahrbahnträgers zwischen den Tunneleingängen (1000,5 m). Das hat zur Folge, dass einige Hänger vor den Pylonen nicht mehr die Fahrbahn tragen, sondern nur zur Stabilisierung der Tragseile im Untergrund verankert sind. Die Tragseile des Pylons auf der Felskuppe sind kurz hinter ihm verankert, während die Tragseile des anderen Pylons über die Felsnase hinweg auf deren abgewandte Seite gehen, wo sie neben der Autobahn verankert sind, die den Berg in einer Kurve durchquert. Für Autofahrer kann das ein verwirrender Anblick sein, da sie die Brücke selbst noch nicht sehen können.
Der Fahrbahnträger ist ein großer, 27 m breiter und 7,5 m hoher rot gestrichener Fachwerkträger. Touristen können ihn auf einem bequemen Steg in seinem Inneren durchqueren. Der Boden des Steges besteht auf einigen Metern aus Glasplatten, die den Blick in die Tiefe ermöglichen.
Die erste Seilverbindung über die Schlucht hinweg wurde mithilfe eines kleinen Prallluftschiffs hergestellt. Die einzelnen Segmente des Fahrbahnträgers wurden mit speziell hergestellten Transportblöcken an ihren vorgesehenen Platz befördert, die auf waagerechten, an den Hängern befestigten Seilen liefen.